# 蒲郡町
蒲郡町（がまごおりちょう）は、愛知県宝飯郡にかつて存在した町。現在の蒲郡市の一部であり、蒲郡市の中心部に該当する。
南は三河湾に面し、蒲郡港があり漁業が盛んである。北部は3方を山に囲まれた盆地状の地形である。温暖で、南側に斜面があることから、1800年代後半から温州みかんが栽培され始め、後の蒲郡みかんとなっている。
地名は旧・蒲形村と西郡村の「蒲」と「郡」を一字ずつ取った、合成地名である。

## 歴史
- 江戸時代末期、この地域は旗本領、三河吉田藩領、寺社領などであった。
- 1876年（明治9年）4月 - 蒲形村と西郡村が合併し、蒲郡村となる[3]。
- 1889年（明治22年）10月1日 - 蒲郡村、府相村、小江村、新井形村が合併し、蒲郡村となる。
- 1891年（明治24年）10月6日 - 町制施行し、蒲郡町となる。
- 1906年（明治39年）7月1日 - 蒲郡町、豊岡村、静里村、神ノ郷村が合併し、蒲郡町となる[4]。
- 1954年（昭和29年）4月1日 - 蒲郡町、三谷町、塩津村が合併し、蒲郡市となる。

## 学校
- 愛知県立蒲郡高等学校
- 蒲郡町立蒲郡中学校（現・蒲郡市立蒲郡中学校[5]）
- 蒲郡町立蒲郡東部小学校（現・蒲郡市立蒲郡東部小学校）
- 蒲郡町立蒲郡南部小学校（現・蒲郡市立蒲郡南部小学校[6]）
- 蒲郡町立蒲郡西部小学校（現・蒲郡市立蒲郡西部小学校）
- 蒲郡町立蒲郡北部小学校（現・蒲郡市立蒲郡北部小学校）

## 交通機関
- 国鉄東海道本線
  - 蒲郡駅
- 名古屋鉄道蒲郡線
  - 蒲郡駅

## 道路・橋梁
- 蒲郡街道
- 平坂街道
- 西郡道
- 国坂街道
- 柏原街道

## 神社・仏閣
- 長存寺
- 八百富神社
- 若宮神社
- 大宮神社
- 赤日子神社

## 史跡
- 上ノ郷城

## 観光
- 竹島